# آلفونس بورلی
آلفونس لوئی نیکلای بورلی(به فرانسوی: Alphonse Louis Nicolas Borrelly)(زادهٔ ۸ دسامبر ۱۸۴۲- درگذشتهٔ ۲۸ فوریه ۱۹۲۶) ستاره‌شناس فرانسوی بود. او در مارسی کار می‌کرد. سیارک بورلی به افتخار او نامگذاری شده‌است.
| ۹۹ Dike      | ۲۸ می ۱۸۶۸      |
| ۱۱۰ Lydia    | ۱۹ آوریل ۱۸۷۰   |
| ۱۱۷ Lomia    | ۱۲ سپتامبر ۱۸۷۱ |
| ۱۲۰ Lachesis | ۱۰ آوریل ۱۸۷۲   |
| ۱۴۶ Lucina   | ۸ ژوئن ۱۸۷۵     |
| ۱۵۷ Dejanira | ۱ دسامبر ۱۸۷۵   |
| ۱۷۱ Ophelia  | ۱۳ ژانویه ۱۸۷۶  |
| ۱۷۲ Baucis   | ۵ فوریه ۱۸۷۷    |
| ۱۷۳ Ino      | ۱ آگوست ۱۸۷۷    |
| ۱۹۸ Ampella  | ۱۳ ژوئن ۱۸۷۹    |
| ۲۳۳ Asterope | ۱۱ می۱۸۸۳       |
| ۲۴۰ Vanadis  | ۲۸ آگوست ۱۸۸۴   |
| ۲۴۶ Asporina | ۶ مارس ۱۸۸۵     |
| ۲۶۸ Adorea   | ۸ ژوئن ۱۸۸۶     |
| ۳۰۸ Polyxo   | ۳۱ مارس ۱۸۹۱    |
| ۳۲۲ Phaeo    | ۲۷ نوامبر ۱۸۹۱  |
| ۳۶۹ Aëria    | ۴ ژوئیه ۱۸۹۳    |
| ۳۹۴ Arduina  | ۱۹ نوامبر ۱۸۹۴  |